# Gornja Drenova
Gornja Drenova – wieś w Chorwacji, w żupanii zagrzebskiej, w mieście Sveti Ivan Zelina. W 2011 roku liczyła 322 mieszkańców.